# Tarsie del coro della chiesa dei Santi Bartolomeo e Stefano
Le tarsie del coro della chiesa di San Bartolomeo a Bergamo sono un importante complesso di intarsi lignei, realizzati presumibilmente tra il 1510 e il 1520 da fra Damiano Zambelli su disegno di diversi pittori.

## Storia
Non si conosce la data esatta in cui il conte Alessandro Martinengo Colleoni, nipote del più famoso Bartolomeo Colleoni, commissionò le tarsie per la chiesa di Santo Stefano e Domenico, ma il veneziano Marcantonio Michiel, in visita a Bergamo nel 1525,  ne fa la descrizione:
(Jacopo Morelli - Notizie d'opere di disegno nella prima metà del sescolo XVI esistenti in Padona, Cremona, Nilano, Pavia, Bergamo, Crema e Venezia, scritta da un anonimo di quel tempo. p. 50)
 da questo si considera che le tarsie siano stata eseguite nel periodo che va dal 1504, anno in cui Martinengo Colleoni ottiene il giuspatronato della chiesa, al 1520. Proprio del 31 maggio 1504 è il documento che recita:
  Nel 1510 il capitano cedette alcuni terreni alla chiesa. La testimonianza di Michiel lascia anche i nomi dei pittori autori dei disegni sui cartoni da cui sono state lavorate le tarsieː Troso da Monza. Bernardo Zenale, Bartolomeo Suardi detto Bramantino A supporto della presenta del Bramantino quale disegnatore di alcune tarsie vi è la testimonianza certa che questi aveva frequentato sia i frati domenicani della chiesa milenese di Santa Maria delle Grazie, che la famiglia Trivulzio, e per questo conosceva Alessandro Martinengo, inoltre alcune tarsie presentano assonanze di stile con gli arazzi presenti nella casa Trivulzio disegnati dall'artista in particoalre le tarsie 15, 17, 19 e 23.
La chiesa, e il monastero adiacente, causa un rafforzamento delle mura venete, venne distrutta con una mina la notte dell'11 novembre 1561. Le tarsie vennero salvate, ma solo nella parte dei quadri, mentre non si salvò la parte intera del coro. 
Vennero spostate in un primo momento, nel convento della Basella presso Urgnano, nel 1565 spostate nel monastero in borgo San Lorenzo, e finalmente nel 1571 nel convento adiacente alla chiesa di San Bartolomeo, precedentemente occupato dagli Umiliati.
Nel 1647, dopo la costruzione della chiesa e la sistemazione di un nuovo coro, in quanto quello originale era stato distrutto con la chiesa, ed erano stati creati nuovi seggi e nuove parti ornamentali, vennero posizionate nella nuova collocazione, sotto la Pala Martinengo del Lotto, anche questa salvata dalla distruzione. La nuova collocazione evidenzia la mancanza di alcune tarsie; le 31 rimaste risultano spaiate, ricomposte al meglio ma mancanti di una logica, questo indica la perdita di alcune, come delle parti ornamentali e dei seggi. Nel coro sono state aggiunte come prima e ultima due tarsie con incisioni, che non sono lavori di fra Damiano, ma di epoca successiva.
Difficile assegnare il disegno delle tarsie ai relativi autori, fra Damiano risulta non fosse solo intarsiatore, ma, anche disegnatore, infatti alcune tarsie sembrano lavorate in disegno e intarsio completamente dal convesso, forse seguendo il lavoro del Lotto, trovandosi insieme nella chiesa di Santo Stefano, ognuno a eseguire le committenze assegnate, ne aveva carpito l'arte. 
 Fra Damiano iniziava a trasformare il disegno degli intarsi da strutture geometriche a veri quadri figurativi anticipandone i tempi.

## Le tarsie di Fra Damiano

### Elenco delle tarsie nella nuova collocazione
Le tarsie del coro della chiesa dei santi Bartolomeo e Stefano, non sono posizionate nella collocazione originale, sicuramente il numero era infatti maggiore essendo presenti 25 tarsie con orientamento a sinistra e solo 6 a destra, inoltre non seguono una linea tematica preordinata, questo fa supporre che siano state inserite nel nuovo coro nella forma considerata migliore, ma non ottimale. 

L'assegnazione dei disegni dei cartoncini preparatori alla loro realizzazione è difficile, non tutti gli studiosi condividono i medesimi autori, presumibilmente fra Damiano, che aveva seguito per tanto tempo il Lotto nella realizzazione della pala Martinengo, ne aveva carpito l'arte, da qui l'assegnazione dei disegni per alcune tarsie proprio al frate intarsiatore. 
Altri disegni sono stati assegnati al Bramantino, e a Bernardo Zenale, mentre è di difficile attribuzione, quelli realizzati da Troso da Monza. 
| #  | Immagine | Soggetto | Anno       | autore del disegno                           |
| -- | -------- | --- | ---------- | -------------------------------------------- |
| 01 |          | iscrizione elenco delle tarsie partendo da sinistra a destra | 1647       |                                              |
| 02 |          | Testa di sant'Alessandro patrono della città di Bergamo e nome del committente. Con questa opera Fra Damiano si inserisce nella tradizione degli intarsiatori di opere sacre                             | 1510-1520  | ignoto                                       |
| 03 |          | Testa di San Bartolomeo Apostolo posta in una nicchia cubica, posta su di un basamento con la scritta S.B.A. patrono di capitano Colleoni                                                                | 1510-1520  | ignoto                                       |
| 04 |          | Ordalia Eucaristica la tarsia ci raffigura come era la chiesa di Santo Stefano poi distrutta con il monastero adiacente l'11 novembre 1561. Questa ne la sola raffigurazione che rimane a testimonianza. | 1510-1520  | Fra Damiano da Bergamo                       |
| 05 |          | Testa di Sam Giovanni. il nome S. JOANNES inciso sulla base del sostegno, il santo è presente nella pala Martinengo di Lorenzo Lotto                                                                     | 1510 ̠1520  | ignoto                                       |
| 06 |          | Processione Eucaristica con al centro un sacerdote che regge l'ostensorio procedendo sotto un baldacchino seguito da un gruppo numeroso di fedeli.                                                       | 1510-1520  | fra Damiano da Bergamo                       |
| 07 |          | Brixia Magnipontens La piazza della loggia di Brescia con le arcate rinascimentali nel centro Tarsia ricca di particolari architettonici                                                                 | 1510-1520  | ignoto                                       |
| 08 |          | La scoperta del fuoco. Rappresentazione di come l'uomo con la scoperta del fuoco come origine dela vita sullo sfondo un monastero.                                                                       | 1510 -1520 | Bramantino                                   |
| 09 |          | Palazzo Martinengo Colleoni sormontato da due putti che legano lo stemma della famiglia forse l'ultima tarsia lavorata dal frate                                                                         | 1510-1520  | ignoto forse                                 |
| 10 |          | Sacrificio di Isacco l'angelo ferma la mano di Abramo mentre un agnello pronto per il sacrificio è ai piedi di Isacco                                                                                    | 1510̠-1520  | Bernardo Zenale                              |
| 11 |          | Campiello veneziano ricco di particolari con due personaggi in primo piano, la giovane che si reca alla fontana, e un uccello.                                                                           | 1510 -1520 | ignoto                                       |
| 12 |          | la morte di Sansone Sansone rompe la colonna e con questa distrugge il palazzo. | ignoto     |                                              |
| 13 |          | Cortile monumentale descrizione minuziosa di un cortile, soggetto che verrà ripreso nelle tarsie che verranno realizzate a Bologna                                                                       | 1510-1520  | ignoto                                       |
| 14 |          | La Madonna che investe s.Domenico con l'abito dell'ordine La prospettiva data dal pavimento, mentre la Madonna è in una bianca corona di nuvole.                                                         | 1510-1520  | fra Damiano da Bergamo                       |
| 15 |          | Conversione di San Paolo la decentralità prospettica crea la profondità, soggetto ripreso a Bologna | 1510̠-1520  | Bramantino                                   |
| 16 |          | martirio di Santo Stefano il santo al centro inginocchiato vestito da una dalmatica ricamata con l'aureola riportante il suo nome.                                                                       | 1510-1520  | Bernardo Zenale                              |
| 17 |          | Sposalizio di Maria molto buona la realizzazione architettonica, quadro molto amato dall'autore e ripreso nel presbiterio di Bologna                                                                     | 1510-1520  | Bramantino                                   |
| 18 |          | L'abbraccio tra san Domenico e Francesco La città di Roma rappresentata sullo sfondo simile ad Assisi | 1510-1520  | Bernardo Zenale                              |
| 19 |          | Decollazione di San Giovanni La scena raffigurata in una bellissima galleria dove incisa la richiesta di Salomè DA MIH CAPUT IN DISCO IO.BABT.                                                           | 1510-1520  | Bramantino                                   |
| 20 |          | Martirio di San Pietro da Verona coni quattro personaggi al centro della scena, mentre il santo scrive il suo credo durante il martirio                                                                  | 1510-1520  | Bernardo Zenale                              |
| 21 |          | L'incontro della Samaritana al pozzo sono il centro dela scena, ricca la chima dell'albero e l'ambientazione di Samaria. La firma dell'autore sulle facce del pozzo                                      | 1510-1520  | Bernardo Zenale                              |
| 22 |          | Piazza Vecchia con Palazzo della Ragione Questa è una importante testimonianza di come si presentava il palazzo prima dell'incendio doloso del 1513 . Opera firmata F.D.N.G.                             | 1510-1520  | Fra Damiano da Bergamo                       |
| 23 |          | San Pietro e San Giovanni guariscono lo storpio la scena si svolge di fronte a un tempio a tre navate di stile rinascimentale                                                                            | 1510-1520  | Bramantino                                   |
| 24 |          | Martirio di Santa Caterina d'Alessandria sicuramente la santa prende ispirazione dalla pala di Lorenzo Lotto                                                                                             | 1510-1520  | Bernardo Zenale                              |
| 25 |          | Il sacerdote entra in una chiesa per celebrare la Messa in primo piano il conte Martinengo Colleoni mentre si reca alle funzioni                                                                         | 1510-1520  | ignoto                                       |
| 26 |          | Il miracolo di Bolsena la scena rappresenta l'Ostia dalla quale sgorga sangue, l'intarsio elabora i particolari della cappella le iniziali F.D.sono incise sul monastero in lontananza                   | 1510-1520  | Bernardo Zenale                              |
| 27 |          | Il castello di Malpaga il frate ne fa omaggio al conte inserendolo nella tarsia a cavallo in primo piano                                                                                                 | 1510 -1520 | ignoto                                       |
| 28 |          | Ecce Agnus Dei viene ricreata l'ambiente del deserta. La tarsia venne ripresa per realizzare quella inserita nel Presbiterio di Bologna                                                                  | 1510-1520  | Disegno ritenuto eseguito da Bernardo Zenale |
| 29 |          | Strumenti della passione il legno della croce, la lancia, le spine e la spugna imbevuta d'aceto. | 1510-1520  | ignoto                                       |
| 30 |          | La colonna della Flagellazione la tarsia per tanti anni è stata inserita capovolta | 1510-1520  |                                              |
| 31 |          | strumenti della Passione la scala tre chiedi e il martello, inseriti in uno spazio cubico a prospettiva centrale                                                                                         | 1510-1520  | ignoto                                       |
| 32 |          | Oggetti Liturgici le ampolline e il piattino sopra una piramide di libri dalle copertine ben rilegate e ornate                                                                                           | 1519-1520  | ignoto                                       |
| 33 |          | ultima tavola non opera di Fra Damiano ma inserita a completamento del coro | 1510-1520  |                                              |